# Ecdyonurus krueperi
Ecdyonurus krueperi is een haft uit de familie Heptageniidae. De wetenschappelijke naam van de soort is voor het eerst geldig gepubliceerd in 1863 door Stein.
De soort komt voor in het Palearctisch gebied.